# Episodi di Angry Birds Toons (prima stagione)
La prima stagione della serie animata Angry Birds Toons è stata distribuita per la prima volta dal 17 marzo 2013 all'8 marzo 2014. In Italia è stata trasmessa in prima TV assoluta su Super! e Nickelodeon dal dicembre 2013 al gennaio 2014 e su Pop dal 2017.

## Lista degli episodi
1. Il tempo di Chuck
2. Dov'è la mia corona?
3. Chuck tutto metallo
4. Un altro compleanno
5. I suoni delle uova
6. Talento maialino
7. Zuppa disgustosa
8. Il vero blues?
9. Fate come dico
10. Fuori servizio
11. Colpo di fionda 101
12. Chuck tuono
13. Giardinaggio con Terence
14. Ebeti sulla corda
15. L'uovo di Troia
16. Doppia presa
17. Maialini manichini da test
18. Lo schiaffo andato fortunato
19. Lo starnuto lo fa
20. Corri Chuck Corri
21. Maialini ipnotici
22. Il giorno di uscita delle uova
23. Distruttore di porta
24. Porco arrosto
25. L'uccellino che gridò maialino
26. Il riscatto dello stinco di prosciutto
27. La zuppa di maialino verde
28. La cattura del giorno
29. La mitica notte di Terence
30. La parrucca del maialino
31. La Storia della pozione Maialin
32. Dente Reale
33. La Notte dei Maialini Viventi
34. Re Del Castello
35. L'Amore è nell'aria
36. Infuocato
37. Scontro di Mais
38. Il migliore amico del maialino
39. Legname da mulino
40. Melodia delle urla
41. Il porkador
42. Singhiozzi
43. Effetto farfalle
44. Hambo
45. Influenza da Uccello
46. Maialini dalle profondità
47. Oh gnomo!
48. Il cespuglio
49. La tregua
50. Operazione Opera
51. Buttato fuori
52. La sveglia di bomb